# Хеллерсдорф
Хе́ллерсдорф (нем. Hellersdorf) — район в восточной части Берлина, расположенный в округе Марцан-Хеллерсдорф. Поселение в сегодняшнем виде возникло в 1970/1980-е годы в результате крупномасштабной программы по застройке окраин Восточного Берлина панельными домами.

## История
Первое упоминание деревни Хеллерсдорф приходится на 1375 год. В 1618 году деревню купил бранденбургский канцлер Йохан фон Лёбен и присоединил к своему поместью. В 1836 года земельные владения перешли роду Арнимов, а в 1886 году проданы городу Берлин. В 1920 году в результате образования «Большого Берлина» Хеллерсдорф был уже официально включён в черту города в составе округа Лихтенберг.
После 1945 года Лихтенберг оказался в советской зоне оккупации. В 1970-1980-х годах на восточной окраине Берлина шло интенсивное жилищное строительство панельных новостроек по проекту архитектора Роланда Корна. 1979 году в Восточном Берлине из состава округа Лихтенберг был отдельно выделен округ Марцан, в который был передан и Хеллерсдорф. В 1986 году уже из Марцана был выделен и самостоятельный округ Хеллерсдорф, быстро разрастающийся на восток. Строительство затронуло также и селение Хёнов, расположенное за пределами города. По причине особого статуса Берлина включение новых микрорайонов в черту города было невозможным и формально они относились к округу Франкфурт (ГДР), хотя и обеспечивались инфраструктурой с территории Восточного Берлина. Лишь после воссоединения Германии черта города была немного перенесена на восток, чтобы захватить новостройки. В сентябре 1997 года был завершён один из крупнейших строительных проектов Берлина — микрорайон «Хелле Митте».
В 2001 году в Берлине была проведена административная реформа с целью уменьшения числа округов. В результате реформы, в частности, были объединены бывшие округа Марцан и Хеллерсдорф в новый укрупнённый округ Марцан-Хеллерсдорф. Также в пределах округов (нем. Bezirk) были созданы районы (нем. Ortsteil).

## Галерея
- Старинное здание постройки 1895 года
- Деревенский дом постройки 1845 года
- Кастаниеналлее
- Фриц-Ланг-Штрассе, «Хелле Митте»
- Элис-Саломон-Плац, «Хелле Митте»
- Клара-Цеткин-Плац
- Станция метро Кинберг